# 歴史的平和教会
歴史的平和教会、平和教会（れきしてきへいわきょうかい、英語: peace churches, historic peace churches）は、キリスト教平和主義を主張しているキリスト教会、教派、グループ、コミュニティである。
歴史的平和教会の語は、特に3つの教会グループを指している。ブレザレン教会、メノナイト、フレンド派（クエーカー）である。
多くの平和教会は、イエスが非暴力を教えたのであり、主の弟子も同様にするべきであると主張する。暴力に直面している時の、正当防衛については異なる意見があるが、すべての平和教会は伝統的に、クリスチャンが国と政府のために武力、暴力を用いることが許されないことに同意している。
日本のキリスト教会では、第二次世界大戦の経験から、教派の伝統としては歴史的平和教会に属さない教派も、平和主義を共有しているとされる。